# Blissus villosus
Blissus villosus är en insektsart som beskrevs av Barber 1937. Blissus villosus ingår i släktet Blissus och familjen Blissidae. Inga underarter finns listade i Catalogue of Life.